# 日本歯周病学会
特定非営利活動法人日本歯周病学会（にほんししゅうびょうがっかい、THE JAPANESE SOCIETY OF PERIODONTOLOGY;JSP）は、日本における歯周病に関わる調査・研究を行っている学術団体であり、日本の歯科関連主要学会の一つ。平成15年に特定非営利活動法人となっている。日本歯科医学会の専門分科会。
近接学術団体として、日本臨床歯周病学会があり、当学会と両方所属している学会員も多い。こちらの学会は、より臨床現場に近い環境中での調査・研究をおこなっている。

## 概要
- 歯周疾患の調査・研究。
- 歯科医師のスキルアップ、情報提供。
- 歯科衛生士のスキルアップ、情報提供。
- 会員数：8,676名 (2011年9月30日現在)

## 総会
- 年２回（春季、秋季）

## 学会誌
- 「日本歯周病学会会誌（Journal of the Japanese Society of Periodontology）」年4刊発行（ISSN:0385-0110） OCLC Number:62599654（国立国会図書館請求番号Z19-241）

## 専門医認定
- 歯科医師
  - 日本歯周病学会認定歯周病専門医
- 歯科衛生士
  - 日本歯周病学会認定歯科衛生士

## 学会賞
- 日本歯周病学会奨励賞

## 入会
- 一般会員 - 年額9,000円

## 大会等
| 年     | 月日            | 名称                             | 会長     | 会場                              | テーマ                                                        | 参加者数  | 備考        |
| ------ | --------------- | -------------------------------- | -------- | --------------------------------- | ------------------------------------------------------------- | --------- | ----------- |
| 2011年 | 9月23日～24日   | 第54回秋季日本歯周病学会学術大会 | 栗原英見 | 下関グランドホテル 海峡メッセ下関 | 連携医療に見られる歯周病治療                                  | 約1,600名 | [ 4 ]       |
| 2012年 | 5月17日～19日   | 第55回春季日本歯周病学会学術大会 | 古市保志 | 札幌コンベンションセンター        | 参加者全員で考える歯周病治療 - その原点と未来 -               | 約2,100名 | [ 6 ] [ 7 ] |
| 2012年 | 9月23日         | 第55回秋季日本歯周病学会学術大会 | 伊藤公一 | つくば国際会議場                  | 歯周治療のリスクマネジメント - その時あなたならどうしますか - |           | [ 8 ] [ 9 ] |
| 2013年 | 5月31日～6月1日 | 第56回春季日本歯周病学会学術大会 | 山本松男 | タワーホール船堀                  | Gingival marginを見つめなおす                                 |           | [ 10 ]      |
| 2013年 | 9月22日         | 第56回秋季日本歯周病学会学術大会 | 吉江弘正 |                                   |                                                               |           | [ 11 ]      |
| 2014年 | 5月23日～24日   | 第57回春季日本歯周病学会学術大会 | 渋谷俊昭 |                                   |                                                               |           | [ 11 ]      |
| 2014年 | 10月19日        | 第57回秋季日本歯周病学会学術大会 | 和泉雄一 | 神戸国際展示場                    | 歯周病学 温故知新                                             |           | [ 12 ]      |
| 2015年 | 5月15日～16日   | 第58回春季日本歯周病学会学術大会 | 沼部幸博 |                                   |                                                               |           | [ 11 ]      |

## 加盟団体
- 日本歯科医学会
- 日本歯学系学会協議会
- 歯学系学会社会保険委員会連合